# Nationalité lituanienne
 (novembre 2015).
La nationalité lituanienne accorde aux personnes physiques ou morales originaires de la République de Lituanie tous les droits et prérogatives attachés à cette nationalité. Un Lituanien est un citoyen de la république de Lituanie. La nationalité lituanienne donne droit à la citoyenneté européenne.

## Affectation
Le code de la nationalité en Lituanie est essentiellement basé sur le droit du sang. La loi prend aussi en compte les périodes d'occupation nazie puis soviétique de 1940 à 1991. En effet la nationalité lituanienne est automatiquement accordée aux individus ayant eu eux-mêmes la nationalité lituanienne avant le 15 juin 1940, ou dont au moins un parent, grand-parent ou arrière-grand-parent présente cette caractéristique. Cette date marque l'entrée de l'Armée rouge dans le pays et le début de l'annexion forcée à l'Union soviétique.
La naturalisation impose au requérant :
- une période minimale de résidence en Lituanie ;
- l'aptitude à parler et comprendre le lituanien ;
- la connaissance de la constitution lituanienne ;
- un serment de loyauté.

## Évolution de la loi
- De 1989 à 1991 la loi est peu restrictive et accorde la nationalité avec, pour contrainte, un an de résidence en Lituanie.
- Dans sa version actuelle, la loi date de 1991, et elle a été modifiée en janvier 2003.
- En novembre 2006, la Cour constitutionnelle de la république de Lituanie a rendu un avis estimant que la loi, dans sa version actuelle était "matière à controverse, incohérente et confuse" [1]. L'arrêt porte plus spécifiquement sur l'article de la loi concernant la double nationalité. Le parlement lituanien (Seimas) devrait légiférer de nouveau en 2008.